# IWXXM
IWXXM (ICAO Meteorological Information Exchange Model) è un formato di messaggistica usato per l'invio di un rapporto meteorologico in XML/GML. L'IWXXM include rappresentazioni basate su XML/GML per i prodotti standardizzati nell'allegato III dell'organizzazione internazionale per l'aviazione civile (ICAO) e nell'Organizzazione meteorologica mondiale (OMM) nº 49, volume II, come i messaggi METAR/SPECI, TAF, SIGMET, AIRMET, il Tropical Cyclone Advisory, il Volcanic Ash Advisory (VAACs) e lo Space Weather Advisory.
A differenza delle forme tradizionali dei prodotti ICAO Annex III e WMO nº 49, l'IWXXM non è pensato per i piloti, bensì per il software che agisce per loro conto, ad esempio i software grafici a loro disposizione.

## Storia
La prima versione dell'IWXXM è stata introdotta nell'ottobre 2013 e rappresenta i formati METAR, SPECI, TAF e SIGMET come specificato nell'allegato III, emendamento 76 dell'Organizzazione per l'aviazione civile internazionale (ICAO). IWXXM divenne un formato facoltativo per lo scambio bilaterale di bollettini meteorologici nel novembre 2013, ossia l'anno in cui la modifica all'emendamento fu effettiva. Il XVII Congresso dell'OMM pubblicò successivamente nel giugno 2015 la versione 1.1, una rappresentazione standard dei dati da includere nel nuovo volume I.3 del documento OMM 306, intitolato "Manuale sui codici". 
La seconda versione uscì nell'agosto 2016 con l'introduzione di nuovi prodotti, tra cui AIRMET, il Tropical Cyclone Advisory e il Volcanic Ash Advisory, oltre a numerosi miglioramenti e correzioni di bug. Una versione leggermente rivisitata, la 2.1, venne approvata dal Consiglio esecutivo dell'OMM nel maggio 2017, mentre soli sei mesi dopo uscì una patch, la 2.1.1, per risolvere problemi minori sulla convalida e sugli esempi.
La versione 3 uscì in fase di sviluppo nel luglio 2018. I principali cambiamenti includevano la ristrutturazione e la semplificazione del formato, con la rimozione del modello di osservazioni e misurazioni (O&M, "Observations and Measurements"), l'aggiunta del nuovo Space Weather Advisory e altre modifiche relative all'emendamento 78 dell'allegato 3 ICAO, oltre a diverse correzioni e miglioramenti. La seconda release della terza versione venne rilasciata nell'ottobre 2018; la terza release nell'aprile 2019; la quarta nell'ottobre 2019, poco prima della pubblicazione della versione definitiva che avvenne il 7 novembre 2019.
La versione 2021-2 venne pubblicata il 15 novembre 2021 al fine di soddisfare i nuovi requisiti degli emendamenti 79 e 80 all'allegato III ICAO, inclusa l'introduzione delle nuove "previsioni meteorologiche significative" WAFS (Significant Weather Forecast, spesso accorciato come SIGWX) che saranno fornite dai WAFC entro dicembre 2023 in versione beta e a luglio 2024 in versione ufficiale.
La versione 2023-1 è stata pubblicata il 15 Luglio 2023.
La versione 2025-RC1 è stata pubblicata a marzo 2024. 

## Regolamento
IWXXM è regolamentato dall'OMM e dall'ICAO. Esso è definito a livello di regolamento tecnico nel doc. n. 306 volume I.3 dell'OMM, documento che già soddisfa i requisiti normativi descritti nel regolamento tecnico OMM n. 49 Vol II o nell'allegato III ICAO. È inoltre disponibile un altro documento ICAO, il 10003, per fornire una descrizione ad alto livello del modello.